# La senda
La Senda (Brasil: O Caminho do Mal ) é um filme de terror produzido na Espanha e lançado em 2012.